# 実川幸夫
実川 幸夫（實川 幸夫、じつかわ ゆきお、1943年〈昭和18年〉10月14日 - ）は、日本の政治家。衆議院議員（5期）、運輸政務次官（第2次森内閣）、法務副大臣（第2次小泉内閣）、衆議院総務委員長、千葉県議会議員（1期）などを歴任。

## 経歴
千葉県印旛郡富里町（現・富里市）出身。成田高等学校を経て、1967年法政大学法学部卒業。同年山村新治郎の秘書となる。
1991年に千葉県議会議員選挙に自由民主党公認で立候補し初当選。1993年、任期途中で議員を辞職し自民党を離党。衆議院議員総選挙に新生党公認で立候補し初当選。その後新進党の結党に参加するも1997年に自民党に復党し、新進党を除名される。第2次森内閣で運輸政務次官、第2次小泉内閣で法務副大臣を歴任。2004年、衆議院総務委員長となる。2006年、党組織本部長代理に就任。
2009年第45回衆議院議員総選挙で民主党の若井康彦との争いに敗れ、落選。重複立候補していた比例南関東ブロックでも当選できず、同年12月、政界引退を表明した。
2010年7月、自由民主党千葉県第13選挙区支部長の後任に白須賀貴樹（第21回参議院議員通常選挙千葉県選挙区次点）が就任した。
2013年11月、秋の叙勲で旭日重光章を受章する。
2022年11月時点で松本尚（白須賀の後継候補として第49回衆議院議員総選挙に千葉13区から立候補し当選）の後援会長を務める。